# Unquestionable Presence
Albums de Atheist
Piece of Time
(1989) Elements
(1993)
Unquestionable Presence est le second album du groupe de death metal Atheist. Sorti en 1991, il a été remarqué par sa technicité instrumentale et la complexité de ses compositions,. Mélangeant le jazz et des traits propres au death metal, Atheist produit une musique très originale, dans le même style que Cynic. Les parties de basse furent écrites par Roger Patterson mais ce dernier trouva la mort dans un accident de la route pendant une tournée du groupe avant l'enregistrement de l'album sur lequel il fut remplacé par Tony Choy (alors membre de Cynic) . 

## Liste des titres
| 1.    | Mother Man              | 4:34 |
| 2.    | Unquestionable Presence | 4:07 |
| 3.    | Your Life's Retribution | 3:17 |
| 4.    | Enthralled in Essence   | 3:38 |
| 5.    | An Incarnation's Dream  | 4:53 |
| 6.    | The Formative Years     | 3:30 |
| 7.    | Brains                  | 3:41 |
| 8.    | And the Psychic Saw     | 4:45 |
| 32:25 |                         |      |

## Musiciens
- Kelly Shaefer (chant, guitare)
- Rand Burkey (guitare)
- Tony Choy (basse)
- Steve Flynn (batterie)